# Новоалексеевка (Первомайский район)
Новоалексеевка (укр. Новоолексіївка) — село в Первомайском районе Николаевской области Украины.
Основано в 1902 году. Население по переписи 2001 года составляло 226 человек. Почтовый индекс — 56340. Телефонный код — 5135. Занимает площадь 1,593 км².

## Местный совет
56340, Николаевская обл., Первомайский р-н, с. Великовесёлое, ул. Тихая, 13